# Лигатићи
Лигатићи су насељено мјесто у општини Вареш, Босна и Херцеговина.

## Становништво
|             | 2013.        | 1991.         |
| Укупно      | 187 (100,0%) | 331 (100,0%)  |
| Бошњаци     | 182 (97,33%) | 328 (99,09%)1 |
| Босанци     | 4 (2,139%)   | –             |
| Срби        | 1 (0,535%)   | 0 (0,000%)    |
| Остали      | –            | 3 (0,906%)    |
| Хрвати      | –            | 0 (0,000%)    |
| Југословени | –            | 0 (0,000%)    |

1. 1 На пописима од 1971. до 1991. Бошњаци су пописивани углавном као Муслимани.